# Хрущёв, Сергей Николаевич
Сергей Николаевич Хрущёв (род. 13 декабря 1962, Челябинск) — советский и российский хоккеист, нападающий. Мастер спорта. Тренер.

## Биография
Воспитанник челябинского «Трактора», тренеры Владимир Угрюмов, Владимир Мурашов. В сезоне 1981/82 дебютировал в команде второй лиги «Металлург» Челябинск, играл в тройке с Николаем Шориным и Михаилом Природиным. В 1986 году перешёл в «Трактор», за который в общей сложности провёл 12 сезонов (1986/87 — 1992/93, 1995/96 — 1996/97, 2000/01 — 2001/02). В сезонах 1991/92 — 1992/93 также играл за «Металлург» Челябинск.
Играл за словенский клуб «Целе» (1993/94) у Владимира Крикунова и за югославский «Партизан» (1994/95) у Анатолия Картаева.
Вернувшись в Россию, помимо «Трактора» выступал за «Надежду» Челябинск (1995/96), «УралАЗ» Миасс (1997/98), «Мечел» (1998/99 — 1999/2000), «Трактор-2» (2000/01 — 2001/02).
Завершил карьеру в 39 лет. Работал тренером в «Тракторе-2» (2002—2003, 2006—2006), «Тракторе» (2003—2006), команде МХЛ «Белые медведи» (2009—2010). В 2010 году был уволен, работал на российско-китайском проекте прокатного стана помощником директора. С 2014 года — вновь детско-юношеский тренер в «Тракторе» (до 2021 года) и в «Белых медведях» (с 2022).

## Достижения
- Бронзовый призер чемпионата МХЛ 1992/1993
- Бронзовый призер чемпионата Словении 1993/1994
- Чемпион Югославии 1994/1995, обладатель Кубка Балканской лиги